# Colleen Rennison
Pour les articles homonymes, voir Rennison.
Colleen Rennison (née le 2 décembre 1987  à Vancouver) est une actrice et chanteuse canadienne.
En tant qu'actrice, Colleen Rennison, dont la carrière a commencé très tôt, a tourné aussi bien dans des longs métrages, des téléfilms ou des séries télévisées. C’est également une chanteuse et une compositrice de musique rock, jouant au sein du groupe No Sinner.

## Biographie
Colleen Rennison est née en 1987 à Vancouver, et a une ascendance à la fois irlandaise, écossaise et française. Sa mère, Cecilia Rennison est une productrice de la télévision,. Elle a grandi dans sa ville natale, Vancouver, en Colombie-Britannique.
Dès 6 ans, sous l'impulsion de sa mère, elle commence une carrière d'actrice, avec un rôle dans le film canadien indépendant, Max, en 1994. Cette première expérience est suivie par des apparitions dans des films de télévision, et un rôle de guest star sur la série télévisée Au-delà du réel : L'aventure continue. Son premier long métrage américain est Carpool, avec Tom Arnold, David Paymer et Rachael Leigh Cook. Peu de temps après, elle décroche un rôle dans un film de John Dahl, Unforgettable, avec Ray Liotta et Linda Fiorentino, suivie en 1999 par  Une vie à deux, réalisé par Rob Reiner et avec Bruce Willis et Michelle Pfeiffer. Elle y interprète leur fille Erin. Son rôle majeur suivant consiste à jouer Mona Hibbard (dans sa période adolescente, le personnage adulte étant interprété par Minnie Driver) dans le film  De toute beauté, réalisé par Sally Field, mettant en vedette également Joey Lauren Adams et Kathleen Turner.
Colleen Rennison se produit également dans des séries ou des dramatiques télévisuelles. On peut citer notamment, en 1999, la série canadienne These Arms of Mine pour la chaîne de télévision CBC. Cette interprétation lui vaut une nomination aux Prix Gemini. Elle joue également dans A Feeling called Glory (basé sur une histoire de Barbara Gowdy), et remporte en 2001 pour cette interprétation un Prix Gemini de la meilleure performance d'actrice dans un rôle principal, faisant d'elle la plus jeune actrice ainsi récompensée, à 13 ans,. Colleen Rennison est aussi apparue dans les séries télévisées Highlander (série télévisée), Poltergeist : Les Aventuriers du surnaturel, Millennium, et The Sentinel. Elle est apparue deux fois dans Stargate SG-1, interprétant Ally et Cassandra.
En 2005, Chris Haddock l'a choisi pour jouer dans Da Vinci's City Hall. En 2005 toujours, sa mère soumet un enregistrement de Colleen Rennison à la station Citytv qui organise un concours. Parmi des milliers de candidat(e)s, elle est sélectionnée avec deux autres filles pour rencontrer le musicien, producteur et découvreur de talents canadien David Foster, en Californie. Cette rencontre aboutit à une participation à un spectacle, avec David Foster and Friends Gala, au bénéfice de la Fondation David Foster à Vancouver.
Plus récemment, Colleen Rennison est apparue dans les films American Venus, Boot Camp avec Mila Kunis , What Goes up mettant en vedette Hilary Duff, Steve Coogan et Molly Shannon, et Down River.
En 2008, Colleen Rennison déménage à New York pour une formation théâtrale et musicale au Circle in the Square, qu’elle interrompt, ayant, pour ses formateurs, une voix trop grave. Alors qu’elle est encore à New York, elle signe un contrat avec Shady Records, contrat interrompu 6 mois plus tard pour cause de divergences artistiques .
À Vancouver, elle rencontre le bassiste Parker Bossley et commence à écrire des chansons, ce qui la conduit à constituer un groupe, No Sinner, jouant du rock et du blues, et associant le batteur Ian Browne et le guitariste Eric Campbell.
Colleen Rennison vit actuellement entre Vancouver, New York et Los Angeles.

## Filmographie

### Cinéma

#### Court métrage
- 2000 : A Feeling Called Glory de Coreen Mayrs : Helen
- 2001 : The Waiting Room de Penelope Buitenhuis : Charlotte
- 2015 : One Last Ride de Caitlin Byrnes : Maggie

#### Long métrage
- 1994 : Max de Charles Wilkinson : Sophie Blake
- 1995 : Dream Man (vidéo) de René Bonnière : Sarah Reynolds
- 1996 : Mémoires suspectes (Unforgettable) de John Dahl : Lindy Krane
- 1996 : Une folle équipée (Carpool) d'Arthur Hiller : Chelsea
- 1999 : Une vie à deux (The Story of Us) de Rob Reiner : Erin Jordan à 10 ans
- 2000 : Mr. Rice's Secret de Nicholas Kendall : Molly
- 2000 : De toute beauté (Beautiful) de Sally Field : Mona à 12 ans
- 2004 : Part of the Game de Rick Alyea :
- 2007 : American Venus (en) de Bruce Sweeney (en) : Street Girl
- 2007 : Boot Camp de Christian Duguay : Ellen
- 2009 : What Goes Up de Jonathan Glatzer (en) : Sylvia
- 2013 : Down River de Ben Ratner : Harper

### Télévision

#### Téléfilm
- 1994 : La Victime (Sin & Redemption) de Neema Barnette (en) : Katie à 5 ans
- 1997 : Marie Curie: More Than Meets the Eye de Richard Mozer : Eliane Boudreau
- 1997 : Out of Nowhere de Charles Wilkinson : Elizabeth
- 2004 : The Book of Ruth de Bill Eagles (en) : Lou

#### Série télévisée
- 1994 : Highlander (saison 3, épisode 6 : Descente aux enfers) : Robin
- 1995 : University Hospital (saison 1, épisode 05 : La Fuite) : Katie Adams
- 1995 - 2000 : Au-delà du réel : L'aventure continue (The Outer Limits) :
  - (saison 1, épisode 11 : Sous le lit) : Jillian Rosman
  - (saison 6, épisode 15 : Le Réseau) : Young Girl
- 1996 – 1999 : Poltergeist : Les Aventuriers du surnaturel (Poltergeist: The Legacy) :
  - (saison 1, épisode 09 : La Princesse égyptienne) : Senephra
  - (saison 4, épisode 04 : Le Tableau) : Miranda
  - (saison 4, épisode 09 : L'Initiation) : Miranda Rhodes
  - (saison 4, épisode 16 : Vengeance d'outre tombe) : Miranda
  - (saison 4, épisode 19 : La Fin du Sabbat) : Miranda
- 1997 : Millennium (MillenniuM) (saison 2, épisode 07 : Apocalypse 19, verset 19) : Jessica Cayce
- 1998 : The Sentinel (saison 3, épisode 21 : Protection rapprochée) : Rachel Johnson
- 1998 - 2001 : Stargate SG-1
  - (saison 2, épisode 10 : Le Fléau) : Ally
  - (saison 5, épisode 06 : Rite initiatique) : Cassandra
- 2000 – 2001 : These Arms of Mine (en) : Sophie Bishop
  - (saison 1, épisode 01 : Distant Lover)
  - (saison 1, épisode 02 : Come Rain or Come Shine)
  - (saison 2, épisode 04 : My So-Called Episode)

## Discographie
- Boo Hoo Hoo, No Sinner, 2014.